# Ophiomisidium flabellum
Ophiomisidium flabellum är en ormstjärneart som först beskrevs av George Richard Lyman 1878.  Ophiomisidium flabellum ingår i släktet Ophiomisidium och familjen fransormstjärnor. Inga underarter finns listade i Catalogue of Life.